# بوجيو سانيتا
بوجيو سانيتا هي بلدية في مقاطعة إزرنية في منطقة مليزة بجنوب إيطاليا، وتقع على بعد حوالي 30 كيلومتر (19 ميل) شمال غرب كمبباسة وحوالي 25 كيلومتر (16 ميل) شمال شرق إزرنية.